# Cayaponia quinqueloba
Cayaponia quinqueloba là một loài thực vật có hoa trong họ Cucurbitaceae. Loài này được (Raf.) Shinners mô tả khoa học đầu tiên năm 1957.